# 绍拉洛蒂耶尔
绍拉洛蒂耶尔（法語：Chaux-la-Lotière，法語發音：[ʃo la lɔtjɛʁ]）是法国上索恩省的一个市镇，属于沃苏勒区。

## 地理
绍拉洛蒂耶尔（47°22'56"N, 5°58'48"E）面积8.88 平方千米，位于法国勃艮第-弗朗什-孔泰大區上索恩省，该省份为法国东部内陆省份，北起顺时针与孚日省、贝尔福地区省、杜省、汝拉省、科多尔省和上马恩省接壤。
与绍拉洛蒂耶尔接壤的市镇（或旧市镇、城区）包括：蒙塔尔洛莱里奥、布洛、科尔多内。
绍拉洛蒂耶尔的时区为UTC+01:00、UTC+02:00（夏令时）。

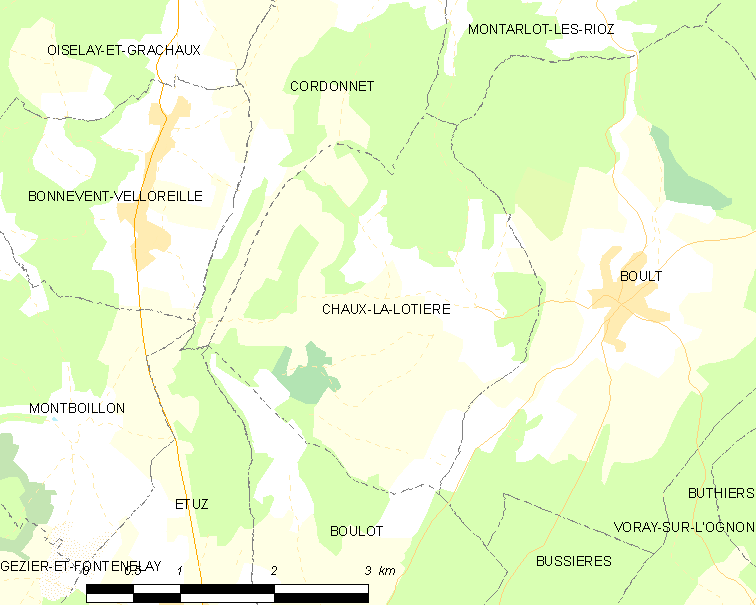
绍拉洛蒂耶尔的OSM定位图

## 行政
绍拉洛蒂耶尔的邮政编码为70190，INSEE市镇编码为70145。

## 政治
绍拉洛蒂耶尔所属的省级选区为里奥县。

## 人口

1962-2008年间绍拉洛蒂耶尔人口变化图示

绍拉洛蒂耶尔于2022年1月1日时的人口数量为521人。